# Mudushedde
Mudushedde is een census town in het district Dakshina Kannada van de Indiase staat Karnataka. 

## Demografie
Volgens de Indiase volkstelling van 2001 wonen er 7426 mensen in Mudushedde, waarvan 48% mannelijk en 52% vrouwelijk is. De plaats heeft een alfabetiseringsgraad van 73%. 